# Chrístos Haríssis
Chrístos Charísis (en grec : Χρήστος Χαρίσης) ou Chrístos Haríssis, né le 9 juillet 1976, à Athènes, en Grèce, est un joueur grec de basket-ball. Il évolue durant sa carrière au poste de meneur.

## Palmarès
- Champion d'Espagne 2002
- Coupe de Pologne 2008